# ریینتسی
ریینتسی (به صربی: Reljinci) یک منطقهٔ مسکونی در صربستان است که در ناحیه موراویتسا واقع شده‌است. ریینتسی ۲۴۴ نفر جمعیت دارد.